# We Are the World
«We Are the World» (en español 'Somos el mundo') es una canción escrita por Michael Jackson y Lionel Richie en 1985, producida por Quincy Jones y grabada por el supergrupo denominado USA for Africa (United Support of Artists for Africa, en español Unión de Apoyo de Artistas para África).
La grabación de la canción se realizó el 28 de enero de 1985 y fue publicada el 7 de marzo del mismo año por el sello Columbia Records. Los beneficios obtenidos por la canción fueron donados a una campaña humanitaria para intentar acabar con la tremenda hambruna en Etiopía. El enorme éxito de la canción la conllevó a ser coronada como el himno de eventos como Live Aid o Live 8.

## Historia
Las terribles imágenes de la hambruna sufrida por parte del continente africano, principalmente Etiopía, dieron a Harry Belafonte la idea de realizar una campaña de recaudación de fondos con fines humanitarios. Su representante, Ken Kragen, le sugirió formar una unión de artistas al estilo de la exitosa banda Band Aid, formada por músicos británicos en 1984 para grabar la canción «Do They Know It's Christmas?» con fines similares.
Kragen eligió la fecha y lugar de grabación (25 de enero en los Estudios A&M de Los Ángeles, California) para asegurar la asistencia de tantos intérpretes como fuese posible. En la invitación escrita que envió Quincy Jones a cada uno de ellos, se les advertía que «dejasen su ego en la puerta». Asistieron a la convocatoria 45 músicos, incluyendo Bob Geldof, que fue el promotor de la Band Aid en el Reino Unido. Participaron veintiún vocalistas que interpretaban algún fragmento en solitario, entre los que estaban importantes nombres como Ray Charles, Lionel Richie, Diana Ross, Michael Jackson, Tina Turner, Billy Joel, Stevie Wonder, Cyndi Lauper, Huey Lewis, Bob Dylan o Bruce Springsteen. En el coro, actuaron todos los componentes de The Jackson Five. También destaca Phil Collins, en la percusión. 
Columbia Records donó los costes de producción y distribución a la campaña, así como los beneficios obtenidos por la canción. We Are the World llegó a las tiendas de Estados Unidos el jueves 7 de marzo de 1985 y vendió las ochocientas mil copias de la primera edición después del fin de semana. El 5 de abril del mismo año, más de cinco mil emisoras de radio reprodujeron la canción de forma simultánea. La canción llegó a ser número 1 en ventas el 13 de abril y se mantuvo en esa posición durante cuatro semanas.
La canción ganó los premios Grammy de Canción del año, Disco del año.
Tan sólo en Estados Unidos, el sencillo de la canción vendió 7,5 millones de copias. Posteriormente fue incluida en un álbum musical, llamado también We Are the World, que vendió más de tres millones de copias. Además de la canción We Are the World, el álbum incluyó canciones de Prince (que había rechazado participar en la grabación), Bruce Springsteen, Tina Turner y otros artistas, así como la canción «Tears are not enough» fruto de una iniciativa similar en Canadá.
Los beneficios conjuntos del sencillo, el álbum, el videoclip y Merchandising relacionado con la canción «We Are the World» superaron la cifra de 80 millones de dólares.
Meses después, se celebraron en Estados Unidos y Reino Unido dos conciertos simultáneos, Live Aid, con los mismos fines benéficos.
La actriz Jane Fonda se encargó de la narración del sencillo, se publicitó como la edición del realizador y bajo el subtítulo: We Are The World: La historia detrás de la canción. Dichas escenas incluían las grabaciones de la canción.

## Producción

### Antecedentes

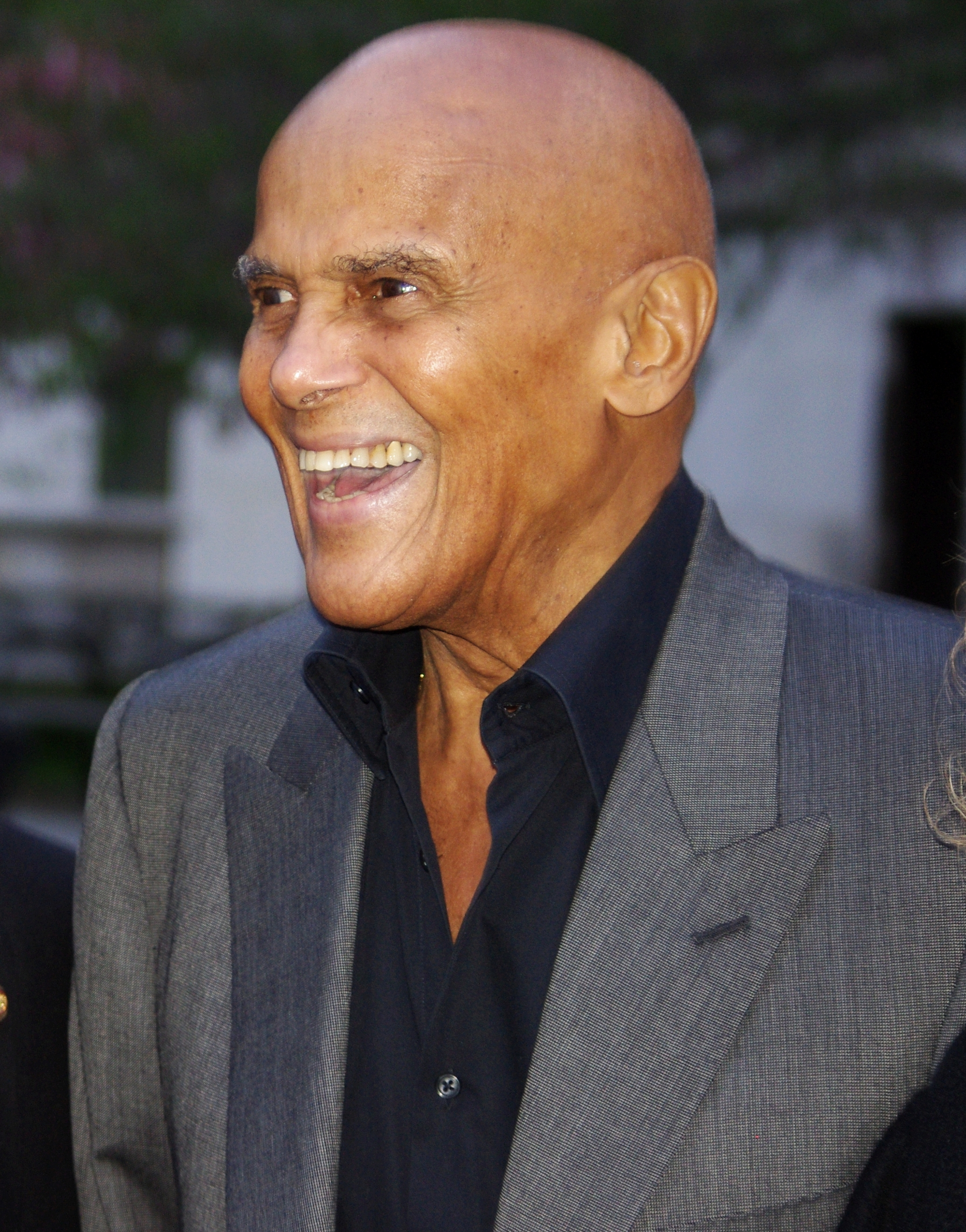
Harry Belafonte en 2012

Antes de la escritura de «We Are the World», el cantante y activista social estadounidense Harry Belafonte tuvo la idea de organizar la grabación de una canción que reuniera a varios de los artistas musicales más conocidos de la generación. Planeaba donar las ganancias a una nueva organización llamada United Support of Artists for Africa (USA for Africa) —Unión de Apoyo de Artistas para África, en español—; la fundación sin fines de lucro luego proporcionaría alimentos y ayuda humanitaria a las personas hambrientas en el continente africano, específicamente en Etiopía, donde se desató una hambruna entre 1983 y 1985 que acabó con la vida de aproximadamente un millón de personas. La idea de Belafonte era crear una versión estadounidense de «Do They Know It's Christmas?» de la unión musical británica e irlandesa Band Aid, dedicada de igual manera a recaudar dinero para ayudar a Etiopía. Belafonte se puso en contacto con el gerente Ken Kragen, quien les pidió a sus clientes Lionel Richie y Kenny Rogers que participaran. Kragen y los dos músicos acordaron ayudar en la misión de Belafonte y, a su vez, solicitaron la cooperación de Stevie Wonder para agregar más «valor de nombre» a su proyecto. Kragen seleccionó a Quincy Jones, quien había sido productor del vídeo musical de la canción «State of Independence», —de Donna Summer, en el coro participaron Michael Jackson, Dionne Warwick, Christopher Cross, Diana Ross, James Ingram, Kenny Loggins, Wonder y Richie— para producirla, por lo que pausó por un tiempo su trabajo en la película El color púrpura. Jones también telefoneó a Jackson, que acababa de lanzar su álbum Thriller y había concluido una gira con sus hermanos.

### Composición
Jackson le dijo a Richie que no solo quería cantar la canción, sino también participar en su escritura. El equipo de compositores originalmente incluía a Wonder, cuyo tiempo estaba limitado por su composición para la película The Woman in Red; declaró tener problemas de agenda, por lo que no participó en la escritura. Entonces, Jackson y Richie procedieron a escribir «We Are the World» ellos mismos en Hayvenhurst, la casa de la familia Jackson, en Encino (California). Durante una semana, los dos pasaron todas las noches trabajando en letras y melodías en el dormitorio de Jackson. Sabían que querían una canción que fuera fácil de cantar y memorable, un himno. La hermana mayor de Jackson, La Toya, vio a los dos trabajar en la canción, y después afirmó que Richie solo escribió unas pocas líneas. Dijo que su hermano menor escribió el 99 % de la letra, aunque «él nunca sintió la necesidad de decir eso». La Toya comentó además sobre la creación de la canción en una entrevista con la revista People: «Entraba en la habitación mientras ellos escribían y era muy silencioso, lo cual es extraño, ya que Michael suele ser muy alegre cuando trabaja. Fue muy emotivo para ellos».
Richie había grabado dos melodías para «We Are the World», que Jackson tomó, a las que agregó música y letra el mismo día. Jackson declaró: «Me encanta trabajar rápido. Seguí adelante sin que ni siquiera Lionel lo supiera, no podía esperar. Entré y salí la misma noche con la canción terminada: batería, piano, cuerdas y letra del coro». Posteriormente, Jackson presentó su maqueta a Richie y Jones, quienes se sorprendieron; no esperaban que Jackson viera la estructura de la canción tan rápidamente. Las siguientes reuniones entre Jackson y Richie fueron infructuosas; la pareja no produjo ninguna voz adicional y no hizo ningún trabajo. No fue hasta la noche del 21 de enero de 1985, que ambos completaron la letra y la melodía de «We Are the World» en dos horas y media, el día antes de la primera sesión de grabación.

### Arreglos
«We Are the World» se canta desde un punto de vista en primera persona, lo que permite a la audiencia «interiorizar» el mensaje a través de la muletilla «We are» —«Somos», en español—, lo que ha sido descrito como «un llamado a la compasión humana». Las primeras líneas del coro repetitivo proclaman: «We are the world, we are the children, we are the ones who make a brighter day, so let's start giving» —«Somos el mundo, somos los niños, somos los que hacemos un día más brillante, así que comienza a dar», en español—. Lionel Richie, Stevie Wonder, Paul Simon, Kenny Rogers, James Ingram, Tina Turner y Billy Joel cantan los dos primeros versos para después dar paso a Michael Jackson y Diana Ross, quienes realizan un coro. Dionne Warwick, Willie Nelson y Al Jarreau les siguen, antes de que Bruce Springsteen, Kenny Loggins, Steve Perry y Daryl Hall hagan el segundo coro. El coguionista Jackson, Huey Lewis, Cyndi Lauper y Kim Carnes siguen con el puente de la canción. Se ha dicho que esta estructuración «crea una sensación de sorpresa continua y acumulación emocional». Como conclusión de la canción, Bob Dylan y Ray Charles cantan un coro completo, Wonder y Springsteen a dúo, y ad libitum de Charles e Ingram.

## Intérpretes

### Vocalistas solistas (en orden de aparición)
| - Lionel Richie - Stevie Wonder (2) - Paul Simon - Kenny Rogers (†) - James Ingram (2) (†) - Tina Turner (†) - Billy Joel | - Michael Jackson (2) (†) - Diana Ross - Dionne Warwick - Willie Nelson - Al Jarreau (†) - Bruce Springsteen (2) - Kenny Loggins | - Steve Perry - Daryl Hall - Huey Lewis - Cyndi Lauper - Kim Carnes - Bob Dylan (2) - Ray Charles (2) (†) |  |

### Coro
| - Dan Aykroyd - Harry Belafonte (†) - Lindsey Buckingham - Mario Cipollina - Johnny Colla - Sheila E. - Bob Geldof | - Bill Gibson - Chris Hayes - Sean Hopper - Jackie Jackson - La Toya Jackson - Marlon Jackson - Randy Jackson | - Tito Jackson (†) - Waylon Jennings (†) - Bette Midler - John Oates - Jeffrey Osborne - The Pointer Sisters - Smokey Robinson |  |

### Orquesta
La música instrumental fue interpretada por:
- Greg Phillinganes (teclados)
- Michael Boddicker (sintetizadores, programación)
- Paulinho da Costa (percusión)
- Louis Johnson (bajo)
- John Robinson (batería)

### Producción y dirección coral
- Quincy Jones (†)

## Posicionamiento en listas
| Lista (1985-1986)                                                | Mejor posición |
| ---------------------------------------------------------------- | -------------- |
| Alemania Occidental (Offizielle Deutsche Charts)                 | 2              |
| Australia (Kent Music Report)                                    | 1              |
| Austria (Ö3 Austria Top 40)                                      | 2              |
| Bélgica (Flandes) (Ultratop 50)                                  | 1              |
| Canadá (RPM Top Singles)                                         | 1              |
| Canadá (RPM Adult Contemporary)                                  | 1              |
| Dinamarca (Hitlisten)                                            | 3              |
| España (AFYVE)                                                   | 1              |
| Estados Unidos (Billboard Hot 100)                               | 1              |
| Estados Unidos (Adult Contemporary)                              | 1              |
| Estados Unidos (Billboard Hot Black Singles)                     | 1              |
| Estados Unidos (Hot Country Songs)                               | 76             |
| Estados Unidos (Billboard Hot Dance/Disco 12 Inch Singles Sales) | 1              |
| Estados Unidos (Mainstream Rock)                                 | 27             |
| Estados Unidos Cash Box Top Singles                              | 1              |
| Finlandia (OFC)                                                  | 1              |
| Francia (SNEP)                                                   | 1              |
| Irlanda (IRMA)                                                   | 1              |
| Italia (Musica e dischi)                                         | 1              |
| Nueva Zelanda (Recorded Music NZ)                                | 1              |
| Noruega (VG-lista)                                               | 1              |
| Países Bajos (Dutch Top 40)                                      | 1              |
| Países Bajos (Mega Single Top 100)                               | 1              |
| Portugal (AFP)                                                   | 1              |
| Reino Unido (UK Singles Chart)                                   | 1              |
| Suecia (Sverigetopplistan)                                       | 1              |
| Suiza (Schweizer Hitparade)                                      | 1              |
| Sudáfrica (Springbok Radio)                                      | 1              |

## Nuevas versiones

### Nueva versión en 2010
We Are the World 25 for Haiti es una nueva versión realizada en el 2010 para la recaudación de fondos por Haití después de un terremoto devastador.
La canción fue producida por Quincy Jones y Lionel Richie, y cuenta con las voces de Justin Bieber, Céline Dion, Jonas Brothers, Miley Cyrus, Janet Jackson, Kanye West, Jennifer Hudson, Toni Braxton, Adam Levine entre otros.

### Artistas por Haití
«Somos el mundo 25 por Haití» es una canción del 2010, versión en español de We Are the World 25 for Haiti, escrita por Emilio Estefan, Gloria Estefan. y Daddy Yankee-

## Mercadotecnia y promoción
«We Are the World» se promocionó con un video musical, una cinta de video y varios otros artículos puestos a disposición del público, incluidos libros, carteles y camisetas. Todos los ingresos de la venta de mercancías oficiales de USA for Africa se destinaron directamente al fondo de ayuda contra la hambruna. La mercadería se vendió bien; el videocasete, titulado We Are the World: The Video Event, documentó la realización de la canción y se convirtió en el noveno video más vendido de 1985. Howard G. Malley y Craig B. Golin actuaron como directores, en compañía de April Lee Grebb como productora. Se informó que Michael Jackson bromeó antes de filmar: «La gente sabrá que soy yo tan pronto como vean los calcetines. Intenté tomar imágenes de los calcetines de Bruce Springsteen y ver si alguien sabía de quién eran».
Por otro lado, también se promocionó la canción a través de una edición especial de la revista estadounidense Life. La publicación había sido el único medio de comunicación permitido dentro de A&M Recording Studios en la noche del 28 de enero de 1985, pues todas las demás organizaciones de prensa tenían prohibido informar sobre los eventos previos y la grabación. Life publicó en la portada de su edición mensual de abril fotografías de la sesiones de grabación; salieron siete miembros de USA for Africa: Bob Dylan, Bruce Springsteen, Cyndi Lauper, Lionel Richie, Michael Jackson, Tina Turner y Willie Nelson. Dentro de la revista se incluyeron fotografías de los participantes de «We Are the World» mientras trabajaban y tomaban descansos.

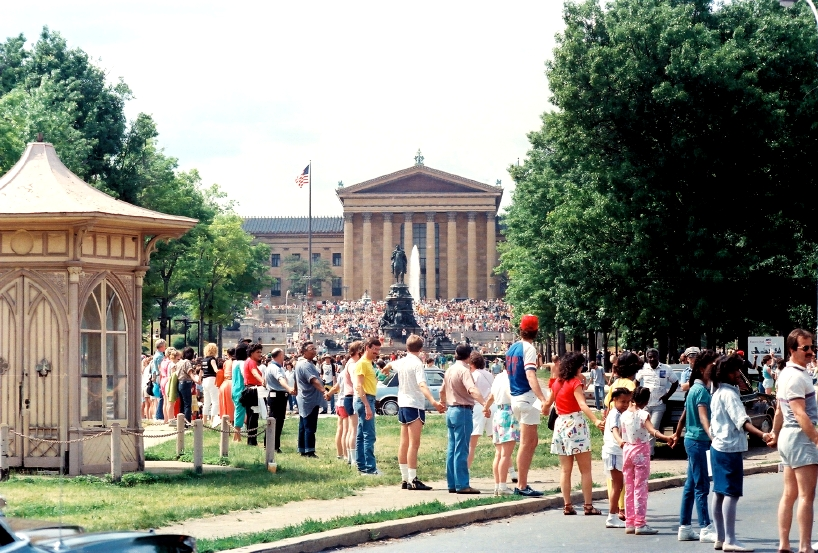
Imagen del evento Hands Across America en Filadelfia (Pensilvania). En él se reprodujo «We Are the World».

La canción recibió cobertura de radio mundial en forma de transmisiones simultáneas. Al poner «We Are the World» en sus emisoras, los pinchadiscos del estado de Georgia, Bob Wolf y Don Briscar tuvieron la idea de una transmisión simultánea en todo el mundo; para ello, llamaron a cientos de estaciones de radio y satélites para pedirles que participaran. En la mañana del 5 de abril de 1985, a las 3:50 hora local, más de 5000 estaciones de radio transmitieron simultáneamente la canción en todo el mundo. Mientras se reproducía, cientos de personas cantaban en los escalones de la Catedral de San Patricio de Nueva York. Un año después, el 28 de marzo de 1986, la transmisión radial simultánea de «We Are the World» se repitió, con más de 6000 estaciones de radio en todo el mundo.
«We Are the World» ganó mayor promoción y cobertura el 25 de mayo de 1986, cuando se reprodujo durante el evento benéfico Hands Across America, en el que millones de personas formaron una cadena humana en los Estados Unidos. El acontecimiento se llevó a cabo para llamar la atención sobre el hambre y la falta de vivienda en el país. Michael Jackson quiso establecerla como tema oficial del evento, pero los otros miembros de la junta de USA for Africa lo superaron en la votación, y en su lugar se decidió crear una nueva canción titulada «Hands Across America». Cuando se lanzó, la pista no alcanzó el nivel de éxito que tuvo «We Are the World», y la decisión de utilizarla como tema oficial del evento llevó a Jackson, que era copropietario de los derechos de publicación de «We Are the World», a dimitir como miembro de la junta directiva de USA for Africa.

## Interpretaciones en directo

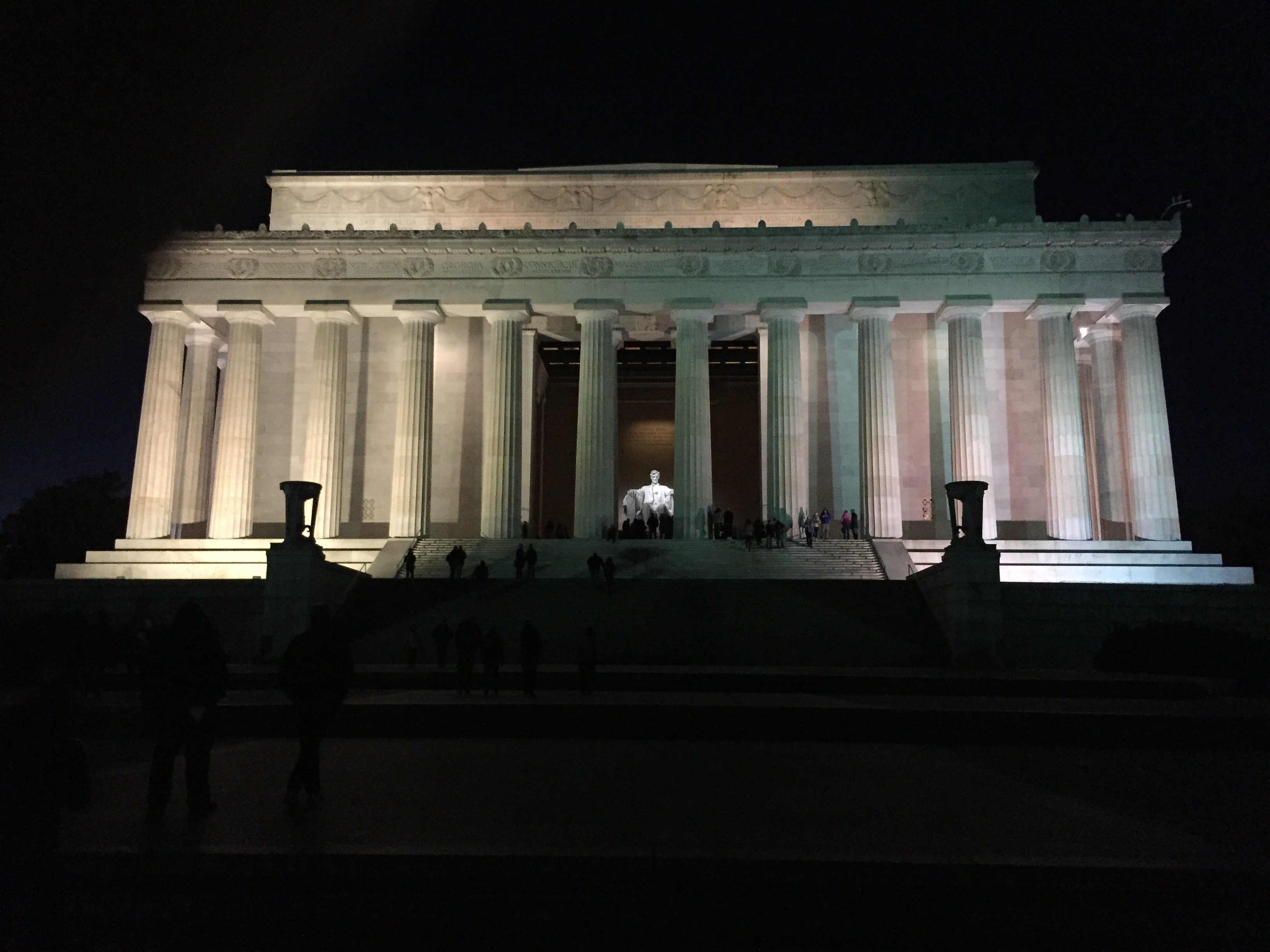
Vista nocturna del Monumento a Lincoln, donde miembros de USA for Africa cantaron «We Are the World» como apertura de la victoria electoral de Bill Clinton.

La canción ha sido interpretada en vivo por miembros de USA for Africa en varias ocasiones tanto juntos como individualmente. Una de las primeras actuaciones de este tipo se produjo en 1985, durante el festival de música rock Live Aid, en donde al final del mega concierto, más de cien artistas cantaron «We Are the World» en el escenario, entre los que destacan Lionel Richie, Harry Belafonte,  Mick Jagger, Cher, Tina Turner, Kenny Loggins, Patti Labelle, Dionne Warwick, Daryl Hall, entre otros. Harry Belafonte y Lionel Richie hicieron apariciones sorpresa en el festival para la interpretación en vivo de la canción. Michael Jackson se habría unido a los artistas, pero se encontraba «trabajando día y noche en el estudio en un proyecto con el que se había comprometido», según su agente de prensa, Norman Winter.
La canción abrió la celebración inaugural para el presidente electo de Estados Unidos, Bill Clinton, en enero de 1993. El evento fue organizado por los amigos de Clinton en Hollywood y se celebró en el Monumento a Lincoln, sitio al que acudieron miles de personas, entre ellas Aretha Franklin, LL Cool J, Michael Bolton y Tony Bennett. Quincy Jones dijo al respecto: «Nunca había visto a tantos grandes artistas reunirse con tanto amor y desinterés». La celebración incluyó una presentación de «We Are the World», en la que participaron Clinton, su hija Chelsea y su esposa Hillary; los tres cantaron la letra junto con Kenny Rogers, Diana Ross y Michael Jackson. Edward Rothstein, del New York Times, comentó sobre el evento: «La imagen más perdurable puede ser la de Hillary cantando “We Are the World”, y el presidente electo, aunque sea en vano, a la moda».
Jackson usó «We Are the World» como un interludio en vídeo de la canción «Heal the World» durante su gira Dangerous World Tour, de 1992 a 1993. Por otro lado, Jackson la cantó en el espectáculo de medio tiempo de la Super Bowl XXVII, junto con sus demás pistas «Jam», «Billie Jean», «Black or White» y «Heal the World». También interpretó la canción en los World Music Awards de 2006, en Londres, acompañado de varios niños; recibió un Diamond Award por haber vendido más de cien millones de discos. En lugar de cantar «Thriller» como había prometido, salió al escenario para ejecutar varios fragmentos de «We Are the World». Más adelante, Jackson planeaba usar la canción para sus conciertos de regreso de This Is It (de 2009 a 2010) en el estadio londinense The O2 Arena, pero el espectáculo se canceló debido a su repentina muerte. El funeral público de Jackson, llevado a cabo el 7 de julio y con una visualización de 2.5 miles de millones de personas por televisión en directo, contó con interpretaciones grupales de «We Are the World» y «Heal the World». El canto de «We Are the World» fue dirigido por Darryl Phinnessee, quien había trabajado con Jackson desde finales de la década de 1980; también contó con su coguionista Lionel Richie y la familia de Jackson, incluidos sus hijos. Después de la actuación, la canción volvió a entrar en las listas estadounidenses por primera vez desde su lanzamiento en 1985, pues debutó en el número 50 en la lista Billboard Hot Digital Songs.